# 加藤やすひさ
加藤 やすひさ（かとう やすひさ、4月28日 - ）は、日本の男性アニメーター、キャラクターデザイナー、アニメーション演出家、アニメーション監督。血液型はO型。本名の加藤 泰久（読みは同じ）で表記されている作品もある。

## 来歴
大阪府で誕生後、北海道での生活を経て上京。ゲーム業界でのグラフィック業やイラスト業を経て、アニメ業界へ。その後はフリーランスで活動中。

## 作品リスト

### テレビアニメ
- 幽☆遊☆白書（原画）
- 魔法騎士レイアース（原画）
- バーチャファイター（原画）
- 怪盗セイント・テール（原画）
- MAZE☆爆熱時空（原画）
- 南海奇皇（原画）
- ジェネレイターガウル（原画）
- ルパン三世 ワルサーP38（原画）
- 人形草紙あやつり左近（OPED作画）
- HAND MAID メイ（原画）
- ガンパレード・マーチ 〜新たなる行軍歌〜（原画）
- 東京ミュウミュウ（原画）
- デ・ジ・キャラットにょ（原画）
- 妄想代理人（原画）
- ニニンがシノブ伝（原画、OP原画）
- Fate/stay night（原画）
- 十兵衛ちゃん -ラブリー眼帯の秘密-（作画監督）
- へっぽこ実験アニメーション エクセル♥サーガ（作画監督、作画監督補佐）
- 星界の戦旗（作画監督）
- スウィート・ヴァレリアン（作画監督）
- BLACK LAGOON（作画監督）
- あずまんが大王 THE ANIMATION（キャラクターデザイン[2]、作画監督）
- EREMENTAR GERAD -蒼空の戦旗-（絵コンテ、演出）
- ぱにぽにだっしゅ!（作画監督）
- 乃木坂春香の秘密（OP原画）
- RIDEBACK -ライドバック-（ED原画）
- 乃木坂春香の秘密 ぴゅあれっつぁ♪（OP原画）
- こばと。（作画監督）
- WORKING'!!（料理デザイン、作画監督、作画監督補佐、原画、ED原画）
- 宇宙兄弟（原画）
- Fate/stay night [Unlimited Blade Works]（サブキャラクターデザイン、作画監督、作画監督補佐、原画）
- ゴッドイーター（作画監督、原画）
- テイルズ オブ ゼスティリア ザ クロス（作画監督、原画）
- NEW GAME!（OP原画）
- WWW.WORKING!!（プロップデザイン、作画監督、作画監督補佐、原画）

### 劇場アニメ
- 劇場版 Fate/stay night UNLIMITED BLADE WORKS（作画監督）
- いばらの王 -King of Thorn-（原画）
- 魔女っこ姉妹のヨヨとネネ（総作画監督、原画）
- この世界の片隅に（原画）

### OVA
- 特捜戦車隊ドミニオン（原画）
- GATCHAMAN（原画）
- アイドルプロジェクト（原画）
- からくりの君（原画）
- ねこぢる草（原画）
- エイリアン9（作画監督）
- こみっくパーティーRevolution（作画監督）
- おとぎ銃士 赤ずきん：オープニングアニメーション（作画監督）
- HAPPY★LESSON（キャラクターデザイン、作画監督）
- 超昂天使エスカレイヤー（作画監督補佐）
- ToHeart2シリーズ
  - OVA ToHeart2（監督、キャラクターデザイン）
  - ToHeart2ad（監督補佐、キャラクターデザイン）
  - ToHeart2 adplus（監督補佐、キャラクターデザイン）
  - ToHeart2 adnext（キャラクターデザイン）
- やわらか三国志 突き刺せ!! 呂布子ちゃん（原画）
- BLACK LAGOON Roberta's Blood Trail（演出、作画監督）

### ゲーム
- メルティランサー（キャラクターデザイン、原画）
- 快刀乱麻シリーズ
  - 快刀乱麻（原画）
  - 快刀乱麻 雅（キャラクターデザイン協力）
- こみっくパーティーPORTABLE オープニングアニメーション（絵コンテ、演出）
- フルアニ（アニメーションキャラクターデザイン、作画監督）
- GOD EATER2（作画監督、原画）